# قشلاق پاشا
قشلاق پاشا یک روستا در ایران است که در بخش انجیرلو واقع شده‌است. قشلاق پاشا ۹۲ نفر جمعیت دارد.